# José Podestá
José Podestá ou José Juan Pepe Podestá connu aussi par son nom de scène Pepe Podestá, né le 6 octobre 1858 à Montevideo, mort le 5 mars 1937 à La Plata, est un acteur uruguayen membre de la famille Podestá, artistes de River Plata. Les frères Podestá (José, Gerónimo Podestá, Pablo Podestá, Juan Vicente Podestá (es) et Antonio Podestá) jettent les bases d'une dynastie de cirque et de théâtre appelée la Compagnie des Frères Podestá.
En 1988, José créé le légendaire clown Pepino qui le rend populaire. 
Les frères Podestá sont considérés comme ayant marqué la naissance du cirque créole et sont crédités de la danse pericón avec éventail de danse.

## Biographie
Quatrième enfant du couple Pedro Podestá et María Teresa Torterolo, arrivés d'Italie en 1840 et 1842, qui se rencontrent et se marient à Montevideo.
Son père grossiste en viande pendant la Grande Guerre d'Italie sous Garibaldi, le couple Podestá s'installe à Buenos Aires en 1846 et ouvrent une épicerie dans le quartier de San Telmo à Buenos Aires.
Effrayés par la rumeur selon laquelle, après la bataille de Caseros, le général Justo José de Urquiza égorgerait les gringos, ils retournent en 1851 à Montevideo.
Pepe est étudiant en musique dans la fanfare municipale mais, attiré par les cirques européens qui passent par la ville, il entraine ses frères à la plage pour répéter les scénettes.
En 1873, il fonde un cirque et entraîne toute sa famille dans des aventures théâtrales. Trapéziste dans la compagnie équestre de Félix Hénault, il est engagé par Pablo Rafetto vers 1877. Il crée le personnage de Pepino clown, pour remplacer le clown original.
Les Podestá forment leur compagnie, le Circo Arena, en tournée en Uruguay. En 1880, ils s'embarquent pour faire leurs débuts à Buenos Aires dans le Jardin Florida de Floride et au Paraguay. Ils se produisent ensuite au cirque Humberto Primo de Buenos Aires.

## Héritage
Les personnages de Pepe Podestá considérés comme Capocomico seront imités par Florencio Parravicini, Pepe Arias, Dringue Farías, Adolfo Stray, Pepe Biondi, José Marrone, Enrique Pinti et Tato Bores.
Basée sur les personnages de la famille Podestá, la comédie musicale Pepino el 88 a été réalisée en 2008 avec Víctor Laplace, écrite et réalisée par Daniel Suárez Marzal.